# Luitpold de Bavière (1951)
Pour les articles homonymes, voir Luitpold de Bavière et Luitpold de Bavière (1901-1914).
Luitpold de Bavière (Luitpold Rupprecht Heinrich Prinz von Bayern), né le 14 avril 1951 au château de Leutstetten en Bavière, est un entrepreneur allemand, membre de la maison de Wittelsbach. 
Arrière-petit-fils du dernier roi de Bavière, Louis III, Luitpold est deuxième dans l'ordre de succession au trône royal de Bavière, après Max Emmanuel de Bavière, frère cadet de François de Bavière, l'actuel chef de la maison de Wittelsbach et prétendant au défunt trône de Bavière.

## Biographie

### Famille
Luitpold de Bavière est le fils unique de Louis de Bavière (1913-2008) et de son épouse, Irmingard de Bavière (1923-2010), cousins germains, mariés en 1950 et également parents de deux filles mortes le jour de leur naissance (Irmingard en 1953 et Philippine en 1954),.

### Mariage et descendance
Luitpold épouse civilement à Starnberg le 25 septembre 1979, et religieusement le lendemain à Erling-Andechs, Beatrix Wiegand, née à Munich le 19 septembre 1951, fille de Gerd Wiegand (de) (1922-1994), architecte, et d'Ellen Schumacher,. Le 3 mars 1999, le duc François de Bavière, chef de la maison Wittelsbach, reconnaît leur mariage comme dynastique, permettant ainsi aux enfants qui en naîtront d'hériter des titres et prétentions des Wittelsbach.
Luitpold et Beatrix de Bavière sont parents de cinq enfants :
- Auguste de Bavière, née à Landsberg am Lech le 11 octobre 1979, ornithologue, épouse en 2009 le prince Ferdinand de Lippe-Weissenfeld, né en 1976 (dont trois fils) ;
- Alice de Bavière, née à Landsberg am Lech le 25 juin 1981, biologiste, épouse en 2009 le prince Lukas d'Auersperg, né en 1981 (dont deux enfants) ;
- Louis de Bavière, né à Landsberg am Lech le 14 juin 1982, fiancé le 3 août 2022 avec Sophie-Alexandra Evekink, née en 1989[4],[5], leur mariage a lieu le 20 mai 2023 en l'église Saints-Kajetan-et-Adelheid de Munich[6],[7]. Le couple est parent de :
  - Rupprecht Theodor Maria de Bavière, né à Munich le 6 août 2024[8] ;
- Heinrich de Bavière, né à Landsberg am Lech le 23 janvier 1986, épouse à Kloster Andechs le 1er avril 2017 Henriette Gruse, née le 26 décembre 1982[9], dont deux fils :
  - Maximilian de Bavière, né le 11 janvier 2021 ;
  - Konstantin Luitpold de Bavière, né le 20 septembre 2023 ;
- Karl de Bavière, né à Landsberg am Lech le 10 mars 1987.

### Activités professionnelles
Luitpold de Bavière demeure au château de Leutstetten. Il dirige la brasserie König Ludwig Schlossbrauerei sur son domaine de Kaltenberg et produit la bière König Ludwig (Roi Louis), à raison de 340 000 hectolitres par an. Chaque année, il organise sa propre fête de la bière sous forme d'un tournoi médiéval, en concurrence avec l'Oktoberfest. À partir de 2024, le prince et son épouse résident au château de Bullachberg, à Schwangau, dans l'Allgäu.
En plus de ses tâches professionnelles, Luitpold est également impliqué dans des activités bénévoles. Il est actif au sein du comité du commerce extérieur de l'IHK Munich ainsi qu'au sein du conseil des entreprises familiales bavaroises et a également été président du conseil d'administration de l'ancien institut Max Planck d'ornithologie.

## Honneurs
Le prince Luitpold de Bavière est :
- Chevalier de l'ordre de Saint-Hubert (Bavière).
- Chevalier de l’ordre du Mérite de la République fédérale d'Allemagne (2005).

## Ascendance
|  |                                            |  |  |  |  |  |  |  |  |  |  |  |  |
|  | 8. Louis III de Bavière                    |  |  |  |  |  |  |  |  |  |  |  |  |
|  |                                            |  |  |  |  |  |  |  |  |  |  |  |  |
|  |                                            |  |  |  |  |  |  |  |  |  |  |  |  |
|  | 4. François de Bavière (1875-1957)         |  |  |  |  |  |  |  |  |  |  |  |  |
|  |                                            |  |  |  |  |  |  |  |  |  |  |  |  |
|  |                                            |  |  |  |  |  |  |  |  |  |  |  |  |
|  | 9. Marie-Thérèse de Modène                 |  |  |  |  |  |  |  |  |  |  |  |  |
|  |                                            |  |  |  |  |  |  |  |  |  |  |  |  |
|  |                                            |  |  |  |  |  |  |  |  |  |  |  |  |
|  | 2. Louis de Bavière (1913-2008)            |  |  |  |  |  |  |  |  |  |  |  |  |
|  |                                            |  |  |  |  |  |  |  |  |  |  |  |  |
|  |                                            |  |  |  |  |  |  |  |  |  |  |  |  |
|  | 10. Charles Alfred duc de Croÿ             |  |  |  |  |  |  |  |  |  |  |  |  |
|  |                                            |  |  |  |  |  |  |  |  |  |  |  |  |
|  |                                            |  |  |  |  |  |  |  |  |  |  |  |  |
|  | 5. Isabelle-Antoinette de Croÿ             |  |  |  |  |  |  |  |  |  |  |  |  |
|  |                                            |  |  |  |  |  |  |  |  |  |  |  |  |
|  |                                            |  |  |  |  |  |  |  |  |  |  |  |  |
|  | 11. Ludmilla d'Arenberg                    |  |  |  |  |  |  |  |  |  |  |  |  |
|  |                                            |  |  |  |  |  |  |  |  |  |  |  |  |
|  |                                            |  |  |  |  |  |  |  |  |  |  |  |  |
|  | 1. Luitpold de Bavière                     |  |  |  |  |  |  |  |  |  |  |  |  |
|  |                                            |  |  |  |  |  |  |  |  |  |  |  |  |
|  |                                            |  |  |  |  |  |  |  |  |  |  |  |  |
|  | 8. Louis III de Bavière                    |  |  |  |  |  |  |  |  |  |  |  |  |
|  |                                            |  |  |  |  |  |  |  |  |  |  |  |  |
|  |                                            |  |  |  |  |  |  |  |  |  |  |  |  |
|  | 6. Rupprecht de Bavière                    |  |  |  |  |  |  |  |  |  |  |  |  |
|  |                                            |  |  |  |  |  |  |  |  |  |  |  |  |
|  |                                            |  |  |  |  |  |  |  |  |  |  |  |  |
|  | 9. Marie-Thérèse de Modène                 |  |  |  |  |  |  |  |  |  |  |  |  |
|  |                                            |  |  |  |  |  |  |  |  |  |  |  |  |
|  |                                            |  |  |  |  |  |  |  |  |  |  |  |  |
|  | 3. Irmingard de Bavière                    |  |  |  |  |  |  |  |  |  |  |  |  |
|  |                                            |  |  |  |  |  |  |  |  |  |  |  |  |
|  |                                            |  |  |  |  |  |  |  |  |  |  |  |  |
|  | 14. Guillaume IV (grand-duc de Luxembourg) |  |  |  |  |  |  |  |  |  |  |  |  |
|  |                                            |  |  |  |  |  |  |  |  |  |  |  |  |
|  |                                            |  |  |  |  |  |  |  |  |  |  |  |  |
|  | 7. Antonia de Luxembourg                   |  |  |  |  |  |  |  |  |  |  |  |  |
|  |                                            |  |  |  |  |  |  |  |  |  |  |  |  |
|  |                                            |  |  |  |  |  |  |  |  |  |  |  |  |
|  | 15. Marie-Anne de Bragance (1861-1942)     |  |  |  |  |  |  |  |  |  |  |  |  |
|  |                                            |  |  |  |  |  |  |  |  |  |  |  |  |
|  |                                            |  |  |  |  |  |  |  |  |  |  |  |  |